# Prochlorococcus
Prochlorococcus je rod velmi malých (0.6 µm) mořských sinic, které uvnitř svých buněk obsahují pro sinice neobvyklý chlorofyl b. Řadí se k fotosyntetizujícímu mořskému pikoplanktonu. Je to pravděpodobně nejrozšířenější (počtem odhadovaných jedinců) fotosyntetizující organismus na Zemi vůbec.

## Historie výzkumu
Přestože zprávy o existenci sinic s chlorofylem b byly již dříve,, Prochlorococcus byl popsán až v roce 1986 Sallie W. (Penny) Chisholmovou z Massachusettského technologického institutu, Robert J. Olsonem z Woods Hole Oceanographic Institution a jejich dalšími spolupracovníky. Nález pocházel z Sargasového moře a buňky byly prokázány na základě průtokové cytometrie. Jméno Prochlorococcus pochází z domněnky objevitelů, že je tento druh příbuzný již dříve známé sinici rodu Prochloron a dalším sinicím s chlorofylem b (tehdy nazývány prochlorofyty).

## Popis
Mořské sinice jsou v současnosti nejmenší známé fotosyntetizující organismy, Prochlorococcus dosahuje velikosti v průměru od 0,5 do 0,8 mikrometrů. Také pravděpodobně představují nejhojněji se vyskytující druh na Zemi, jediný mililitr vody jich obsahuje i 100 000 buněk. V celém oceánu jich může být až 100 oktalionů (1029). Nejběžněji se vyskytuje Prochlorococcus mezi 40 stupněm severní šířky a 40 stupněm jižní šířky, a to především v oligotrofních (na živiny chudých) vodách Z celkového množství kyslíku produkovaného fotosyntézou vytvoří tento druh sinic až 20% a rovněž tvoří významnou složku potravního řetězce v oceánu.
V nedávné době byly sekvenovány genomy několika druhů rodu Prochlorococcus.

## Fotosyntéza
Prochlorococcus má unikátní systém využívání světelného záření, při němž se k absorpci světla používají místo monovinyl chlorofylů takzvané divinyl deriváty chlorofylu. Pokud žije Prochlorococcus ve vodách s dostatkem světla, označují se tyto kmeny jako „high light“ (HL), v opačném případě tedy „low light“ (LL). Tyto dva ekotypy se liší svými nároky na světlo, poměrem svých pigmentů, využíváním fosforu a dusíku a dokonce náchylností k otravě mědí a k nakažení cyanofágy. Mohou však být rozeznány i na základě sekvencí jejich rRNA genu.